# Svenska Dagbladets Thaliapris
Svenska Dagbladets Thaliapris delas av tidningen Svenska Dagbladet årligen sedan 1951 ut till en person som har utmärkt sig inom teatervärlden. Priset utgörs av en prissumma på 25 000 kronor (2019) samt ett diplom. 2004 års pristagare är den första som varit koreograf; tidigare pristagare har varit skådespelare eller regissörer. 
Utöver Thaliapriset delar tidningen också ut kulturpriserna Svenska Dagbladets litteraturpris, Svenska Dagbladets Operapris, Cliopriset och tidigare också Svenska Dagbladets Poppepris. Dessutom Svenska Dagbladets guldmedalj ("bragdguldet") inom idrott och SvD Affärsbragd till företagare.

## Pristagare
- 1951 – Anita Björk
- 1952 – Jarl Kulle
- 1953 – Gertrud Fridh
- 1954 – Ingvar Kjellson
- 1955 – Max von Sydow
- 1956 – Ulf Palme
- 1957 – Ingmar Bergman
- 1958 – Bengt Eklund
- 1959 – Gun Arvidsson
- 1960 – Allan Edwall
- 1961 – Ulla Smidje
- 1962 – Bibi Andersson
- 1963 – Toivo Pawlo
- 1964 – Gunnel Broström
- 1965 – Ulla Sjöblom
- 1966 – Kerstin Tidelius
- 1967 – Ernst-Hugo Järegård
- 1968 – Lennart Hjulström
- 1969 – Jan-Olof Strandberg
- 1970 – Ernst Günther
- 1971 – Gunnel Lindblom
- 1972 – Jan Malmsjö
- 1973 – Sven Wollter
- 1974 – Ulf Johanson
- 1975 – Keve Hjelm
- 1976 – Olof Bergström
- 1977 – Börje Ahlstedt
- 1978 – Margaretha Krook
- 1979 – 1980 – Kim Anderzon
- 1981 – Carl-Gustaf Lindstedt
- 1982 – Frej Lindqvist
- 1983 – Per Mattsson
- 1984 – Margaretha Byström
- 1985 – Sven Lindberg
- 1986 – Suzanne Osten
- 1987 – Eva Bergman
- 1988 – Lars Rudolfsson
- 1989 – Agneta Ekmanner
- 1990 – Peter Oskarson
- 1991 – Lars Molin
- 1992 – Finn Poulsen
- 1993 – Ingvar Hirdwall
- 1994 – Thommy Berggren
- 1995 – Linus Tunström
- 1996 – Staffan Valdemar Holm
- 1997 – Thorsten Flinck
- 1998 – Lena Endre
- 1999 – Anna Pettersson
- 2000 – Jasenko Selimovic
- 2001 – Birgitta Englin
- 2002 – Philip Zandén
- 2003 – Richard Turpin
- 2004 – Birgitta Egerbladh
- 2005 – Richard Günther
- 2006 – Stina Ekblad
- 2007 – Sven Ahlström
- 2008 – Andreas Boonstra och Pontus Stenshäll
- 2009 – Alexander Mørk-Eidem
- 2010 – Marie Göranzon
- 2011 – Ingela Olsson [1]
- 2012 – Carolina Frände
- 2013 – Mattias Andersson och Ulla Kassius
- 2014 – Sofia Jupither
- 2015 – Leif Andrée
- 2016 – Nils Poletti
- 2017 – Hannes Meidal och Jens Ohlin
- 2018 – Erik Ehn
- 2019 – Livia Millhagen[2]
- 2020 – Johan Ulvesson[3]
- 2021 – Natalie Ringler[4]
- 2022 – Staffan Göthe[5]
- 2023 – Erik Holmström[6]
- 2024 – Robert Fux[7]